# La Puntilla, Nayarit
La Puntilla är en ort i Mexiko.   Den ligger i kommunen Tecuala och delstaten Nayarit, i den centrala delen av landet, 800 km väster om huvudstaden Mexico City. La Puntilla ligger 5 meter över havet och antalet invånare är 158.
Terrängen runt La Puntilla är mycket platt. Havet är nära La Puntilla åt sydväst. Runt La Puntilla är det ganska glesbefolkat, med 48 invånare per kvadratkilometer. Närmaste större samhälle är Teacapán, 8,0 km norr om La Puntilla. Trakten runt La Puntilla består huvudsakligen av våtmarker.